# G1レース集
GIレース集（じーわん・れーすしゅう）とは毎年1月に関西テレビ放送で放映される特別番組である。
この番組の母体は1987年から1990年にかけて「真夜中テレビ」の枠で随時行われた過去の主要GIレース集である。

## 放映されたレース集
- 1987年5月　東京優駿（日本ダービー）大全集
- 同年11月　菊花賞レース集
- 1988年4月　天皇賞（春）レース集
- 同年12月　有馬記念レース集
- 1989年4月　桜花賞レース集
- 同年6月　宝塚記念レース集
- 同年10月　天皇賞（秋）レース集
- 1990年4月 皐月賞レース集
- 同年5月　優駿牝馬（オークス）レース集

上記各レース集では、関西テレビ放送のライブラリーに保存されている主として1960年代～1980年代（各番組の放送年の前年）の各レースの映像をノーカットで大挙上映した。また日本ダービー大全集では1932年の第1回から映像保存が確認された全レースを上映し、映像の所在不明・消失のレースについてもゴール前の写真や成績を紹介していた。
この一連の主要GIレース集の放送が視聴者に好評を得たため、1989年度から毎年全GIレース（J･GIを除く）をノーカットで再放送を実施するようになった。
当初は12月に放映されたが、1992年度からは毎年1月に放映されるようになった。当初はレース実況の再放送のみだったが、現在では各競走出走の注目馬を取り上げたドキュメンタリーを交えた内容（その注目馬が出走したトライアルレースもダイジェストで流れることもある）となっている（2005年放送の2004年度版以後「（西暦）GIレース完全版」と銘打って放映されている）。
2005年10月23日の第66回菊花賞（ディープインパクトが無敗の三冠を決めた）当日の夜、その日一日の流れをドキュメント番組として放送された。その当日の『ドリーム競馬』の収録の裏側も収録されている。

### フジテレビ
- 競馬中継 (フジテレビ)
- チャレンジ・ザ・競馬
- スーパー競馬
- みんなのケイバ
- みんなのKEIBA

### 関西テレビ
- 競馬中継 (関西テレビ)
- エキサイティング競馬 (関西テレビ)
- DREAM競馬
- KEIBA BEAT
- 杉本清のサラブレッド讃歌
- 名馬物語

### その他
- 日本中央競馬会

## 関連ビデオソフト
- 当番組はビデオソフト化されている（関西テレビ放送・メディアプルポ製作、ポニーキャニオン発売）。